# 吡啶-2-甲酸锌
吡啶-2-甲酸锌是一种有机酸盐，化学式为Zn(C6H4O2N)2，或简写为ZnPic。它可由吡啶-2-甲酸和硫酸锌反应制得，所用的吡啶-2-甲酸可由2-甲基吡啶的氧化反应得到。
它可用作膳食补锌剂。